# Daniel Monzón
Daniel Monzón, född 1968, är en spansk filmregissör.
För filmen Cell 211 vann hann Goyapriset för bästa regi och bästa manus. Han fick även på Goyapriset för bästa manus för filmen Bortom lagen 2021.

## Filmografi (i urval)
- 2006 – The Kovak Box
- 2009 – Cell 211